# Johnson Matthey Davy Technologies
Johnson Matthey Davy Technologies (JM Davy) ist ein Tochterunternehmen von Johnson Matthey plc und lizenziert Prozesstechnologien für die Öl-, Gas- und Chemieindustrie.
Neben dem Hauptsitz in London befindet sich das Hauptforschungszentrum in Stockton-on-Tees.
JM Davy geht auf die 1901 von Ludwig Mond gegründet „Power Gas Corporation“ zurück, aus der Davy Process Technology entstand. 2001 wurde Davy von Yukos übernommen, nach deren Zerschlagung kam das Unternehmen zu Johnson Matthey.
JM Davy ist der globale Marktführer bei 1,4-Butandiol (BDO) und Tetrahydrofuran (THF) mit einem Marktanteil von 25 % der weltweiten Kapazität.
Das Unternehmen bietet weitere Prozesse u. a. zur Biodiesel- und Oxoalkohol-Herstellung an.